# Gino Gard
Gino Gard, eredeti nevén Gino Gardassanich (Fiume, Fiumei Szabadállam, 1922. november 26. – 2010. február 12., Hinsdale, Amerikai Egyesült Államok) horvát származású amerikai labdarúgó, kapus.

## Karrierje
Karrierje elején jugoszláv középcsapatokban, a Građanski Zagrebben és az NK Orijentben játszott a negyvenes évek elején. Ezt követően hosszú időre eltűnt az akkori futball körforgásából, és a háború legdurvább éveiben legfeljebb alkalmi gárdákban húzott szerelést.
1946-ban tért vissza ismét komoly gárdához, ekkor a Kvarner Rijeka játékosa lett. Ezt követően az olasz Fiorentina szerződtette, majd megfordult a Marsalában és a Regginában is.
1949-ben nemcsak Olaszországot, de még a földrészt is elhagyta, és meg sem állt egészen az USA-ig. Itt a Chicago Slovak nevű csapatban játszott még tíz éven keresztül. Itt találta meg leginkább a számításait, ugyanis a Slovakkal háromszoros bajnok lett, valamint játszhatott egy amatőrkupa-döntőt is.
1950-ben az év kapusának választották. Tagja volt az 1950-es vb-n szereplő amerikai keretnek, azonban végül egyetlen meccsen sem lépett pályára.